# Nizâm-ı Cedîd
Nizâm-ı Cedîd (osmanisch نظام جدید ‚Neue Ordnung‘, mit vollem Namen Nizâm-ı Cedîd Ordusu, ‚Heer der neuen Ordnung‘) war der Name der von dem osmanischen Sultan Selim III. (1789–1807) gegründeten Infanterieeinheiten nach europäischem Vorbild.
Nach Niederlagen gegen Österreich und das Russische Reich sowie den Friedensverträgen von Sistowa und Jassy 1791/92, die für das Osmanische Reich verlustreich endeten, kam Selim III. zu dem Schluss, dass das osmanische Reich eine moderne Armee nach dem Vorbild der europäischen Mächte benötigte. Weil er mit Widerständen rechnete und die bestehenden Truppenverbände wie die Janitscharen als nicht reformierbar ansah, gründete er 1793 zunächst aus Freiwilligen, darunter österreichische und russische Überläufer, eine neue Einheit, die nach europäischem Vorbild bewaffnet, ausgerüstet, ausgebildet und gedrillt wurde. Materiell wurden die Aufwendungen für die Truppe von einem Sondervermögen getragen, Îrâd-ı Cedîd oder Nizâm-ı Cedîd Hazinesi genannt, das aus neuen Steuern auf Alkohol, Kaffee, Tabak, Seide und Wolle sowie eingezogenen Tımar-Gütern, deren Inhaber ihre Pflichten vernachlässigt hatten, gespeist wurde.
Für die Ausbildung der neuen Einheiten wurden europäische Offiziere und Instrukteure berufen. 1800 existierten drei Regimenter, die in zwei Garnisonen in den heutigen Istanbuler Stadtteilen Levent (Levend Çiftliği) und Üsküdar stationiert wurden. Im Juli 1801 erreichte die Truppe eine Personalstärke von 27 Offizieren und 9263 Mannschaftsdienstgraden. Ein Kontingent dieser Truppen hatte 1799 an der erfolgreichen Verteidigung von Akkon unter Cezzar Ahmet Pascha teilgenommen. Nach 1802 wurde in Anatolien ein neues Rekrutierungssystem eingeführt, das auf Aushebungen beruhte, in Rumelien konnten hingegen lokale Machthaber  (aʿyān) die Einführung dieses Systems verhindern. 1806 betrug die Personalstärke schließlich 1590 Offiziere und 22685 Mannschaftsdienstgrade, die grob zur Hälfte jeweils in Istanbul und in Anatolien stationiert waren. 1805/06 gründete Selim schließlich einen neuen Standort der Nizâm-ı Cedîd in Edirne, für den Rekruten aus dem europäischen Reichsteil vorgesehen waren. Die Reformen Selims führten zu Unruhen unter den Janitscharen und der Ulema, die im Mai 1807 in einer Janitscharenrevolte mündeten. So unter Druck geraten, löste Selim vor seiner Abdankung selbst die Nizâm-ı Cedîd auf. In den sich anschließenden Unruhen jagte der Mob die Angehörigen der Truppe und machte alle nieder, deren er habhaft werden konnte.
Nachdem der zur Rettung des bereits ermordeten Sultans Selim herbeigeeilte Alemdar Mustafa Pascha die Revolte 1808 unterdrückt hatte und seinerseits den von den Rebellen ausgerufenen Sultan Mustafa IV. abgesetzt und Mahmud II. auf den Thron gesetzt hatte, strebte er an, aus den verbliebenen Resten der Nizâm-ı Cedîd diese Truppe insgeheim unter dem Namen niẓāmlı ʿasker bzw. sekbān-ı cedīd fortzuführen, hatte damit aber keinen Erfolg. Noch im Jahre 1808 kam er bei einem gegen seine Politik gerichteten Aufstand ums Leben.
Unter Mahmud II. kam es schließlich bei der Heeresreform zu einem Paradigmenwechsel. Während bisher sich die Reformbemühungen darauf beschränkten, neue Einheiten und Einrichtungen neben den althergebrachten einzuführen, wurde nunmehr anstelle des nicht mehr reformierbaren Systems das Militärwesen von Grund auf erneuert. Ende Mai 1826 unternahm Mahmud II. zunächst einen weiteren Versuch, eine neue Truppe nach dem Modell der Nizâm-ı Cedîd aufzustellen, diesmal mit dem Namen Eşkinci Ocağı. Nachdem die Janitscharen davon erfuhren, kam es wiederum zu einem Janitscharenaufstand, der blutig niedergeschlagen wurde. Der Sieg gegen die aufständischen Janitscharen wurde vonseiten der Staatsführung als „Wohltätiges Ereignis“ (Vaḳʿa-i Ḫayrīye) bezeichnet. Anschließend wurden die Anführer der Janitscharen hingerichtet und das Janitscharenkorps Mitte Juni 1826 aufgelöst. Stattdessen wurde  mit den Asâkir-i Mansûre-i Muhammediyye eine neue Militärorganisation eingeführt.